# 年代記
年代記（ねんだいき）または編年史（へんねんし）は、出来事や事件を年ごとに記述した歴史書のこと。
- ヨーロッパでは重要な出来事や事件に関して詳細に記す(英語)Chronicle（クロニクル）と記述が簡単でより年表に近い形式の(英語)Annals（アナリス/アナール/アナル）に分かれる。なお、ロシア語等においては、ルーシ（中世ユーロロシア・ウクライナ・ベラルーシ）の年代記を指してレートピシという名称を用い、クロニクル、アナリスと区別している。
- 古代から中世にかけて、天地創造から筆を起こし、人類の歴史を年を追って記述したものがあり、特に世界年代記という（12世紀、オットーの『二国年代記』など）。
- 同時代の具体的な事件を連ねていく年代記が13世紀頃から盛んになった（イングランドの修道院で書き継がれていった『大年代記』や、フロワサールの年代記など）。宗教者だけでなく、一般人も書くようになった。
- 日本においても同様の書物が作られたが、歴代の天皇名を見出しとして年号の下に出来事や事件を簡略的に記すなど、日本独特の記述方法が用いられている。日本現存最古のものは11世紀のもの（春日若宮社社家千鳥家所蔵『皇代記』）であるが、『続日本紀』には「年代暦」という書物が存在していたことに触れられており（大宝元年3月甲午（21日）条・同8月丁未（7日）条）、8世紀には年代記が存在していたと考えられている。なお、『宋史』日本伝には984年に宋に留学した東大寺の奝然が太宗に職員令と「王年代紀」と呼ばれた年代記を献上したと記されている[1]。

## おもな年代記

### 世界
『年代記』（タキトゥス）
ローマ帝国初代皇帝アウグストゥスの死（紀元14年）からネロの死（紀元68年）までを描く
『春秋』
春秋時代の魯（前8世紀-前5世紀）の歴史を年代順に記したもの（孟子によって孔子が作者とされた）
『ニキウのヨハネス年代記』（7世紀）
エジプトの僧侶が書いたもので、天地創造から7世紀までを対象とする
『アングロサクソン年代記』（9世紀）
ウェセックス（イギリス）のアルフレッド大王が編纂させたもの
『テオファネス年代記』（9世紀）
東ローマ帝国の修道士テオファネスが綴った年代記。3世紀のディオクレティアヌスから9世紀までのローマ帝国史。7世紀後半の混乱期の東ローマの記録としては唯一現存するもの
『続テオファネス年代記』（『テオファネス・コンチヌアツス』、Theophanes Continuatus（英語版）（フランス語版）、10世紀）
東ローマ帝国（ビザンティン帝国）の年代記。813年から963年までを扱う。皇帝コンスタンティノス7世が編纂させ、10世紀ごろ成立した。全6巻。
『諸使徒と諸王の書』（10世紀）
コーラン学者のタバリー（839-923年）による年代記。天地創造に始まり、古代イスラエル、ユダヤとその預言者たちの歴史や、サーサーン朝、イエメンの諸王の歴史、ジャーヒリーヤ時代のアラブの歴史に続いて、預言者ムハンマド、正統カリフ時代、ウマイヤ朝、アッバース朝、10世紀初めまでのイスラーム史を記す
『ミカエル・プセルロスの年代記』（11世紀）
東ローマ帝国の宮廷で実権を握った官僚が遺した年代記。バシレイオス2世時代の繁栄から没落に向う時期の帝国史
『ルーシ原初年代記』（11-12世紀）
年代記者ネストルが編纂した。『過ぎし年月の物語』『ネストルの年代記』とも。スラヴ民族の起源、ルーシ建国、伝説などを含む。
『完史』（13世紀、シリア）
イブン・アル＝アスィール（1160-1233年）による年代記。天地創造に始まり1231年までに至るイスラム世界史。「年代記の完成型」と称される。シリアにおける十字軍との戦争について詳しい
『フィレンツェ年代記』（14世紀、ヴィッラーニ）
人口の推計など統計的な手法も用いてフィレンツェの歴史を綴ったもの
『年代記』（14世紀、フロワサール）
作者はフランス・エノー伯領の生まれ、百年戦争（1337年 - 1453年）と重なる1325年から1400年までの歴史を記す

### 日本
『鎌倉年代記』（14世紀）
1183年から1331年までに至る鎌倉幕府の歴史を記す。原本は折り本形式の携帯用年表。
『皇代暦』（14-15世紀）
神代から1477年までに至る歴史を記す。作者は南北朝時代の公家洞院公賢（1291年-1360年）。現存本は甘露寺親長によって補筆されたもの。
『武家年代記』（14-15世紀）
1180年から1499年に至る歴史を記す。天皇・摂関とともに将軍や執権を始めとする武家政権の要職に関する在任表が付けられている。